# Mitra Hejazipour
Mitra Hejazipour, en persan : میترا حجازی‌پور, née le 19 février 1993 à Mechhed en Iran, est une joueuse d'échecs franco-iranienne qui détient le titre de grand maître international féminin.

## Biographie
Mitra Hejazipour commence les échecs à l'âge de six ans, car tout le monde joue dans sa famille. À sept ans, elle gagne les parties contre les adultes de sa famille. En 2003, elle devient vice-championne du monde (médaille d'argent) des moins de 10 ans, à égalité de points avec la championne du monde et prodige chinoise Hou Yifan.
Elle remporte le titre national chez les femmes en 2012 devant Shayesteh Ghaderpour.
En 2015, elle remporte le championnat d'Asie d'échecs grâce à une défense sicilienne variante Najdorf pour battre l'Indienne Mary Ann Gomes en 39 coups,. La même année, elle reçoit le titre de grand maître international féminin. Elle est la deuxième joueuse d'échecs iranienne à obtenir ce titre.
En 2016, elle s'oppose au boycott du Championnat du monde d'échecs féminin qui doit avoir lieu à Téhéran considérant qu'un boycott n'aiderait pas les femmes iraniennes et que ce championnat représente une chance pour elles. Cependant, elle souligne a posteriori que ses propos avaient été largement déformés à l’initiative de la fédération iranienne d'échecs.
En janvier 2019, elle rejoint le club d'échecs de Brest. Grâce à sa présence, le club passe en première division en 2020.
Le 2 janvier 2020, elle est renvoyée de l'équipe nationale iranienne pour avoir enlevé son hidjab lors du Championnat du monde de blitz à Moscou en décembre 2019 pour protester contre la condition féminine en Iran. Elle critique le hidjab qu'elle considère comme une « limitation » et non une « protection » pour les femmes. Elle est la seconde joueuse à avoir été renvoyée de l'équipe nationale iranienne pour cette raison, deux ans après Dorsa Derakhshani — qui concourt aujourd'hui pour les États-Unis. Elle obtient l'autorisation de concourir au profit de la France en 2021.
Le 20 mars 2023, il lui est octroyé la nationalité française sur proposition des ministères français des Sports et de l’Intérieur.
Elle remporte le championnat de France d'échecs féminin 2023 à Alpe d'Huez en battant Deimantė Cornette en finale.
Le 11 octobre 2023, le député Hadrien Ghomi remet la médaille d'honneur de l'Assemblée nationale à Mitra Hejazipour et à la sportive afghane Marzieh Hamidi.

## Palmarès

### Compétitions de jeunes
- Médaille d'argent au championnat du monde d'échecs de la jeunesse 2002 (filles -10 ans)[17] et 2003 (filles -10 ans)[17]
- Médaille d'argent au championnat d'échecs de la jeunesse asiatique 2002 [18] et 2008 [19]
- Médaille de bronze aux championnats d'échecs de la jeunesse asiatique 2004 [20] et 2006 [21],
- Médaille d'argent aux championnats d'échecs de la jeunesse asiatique u18 2010 [22]
- 4ème place aux championnats asiatiques de la jeunesse 2009 [23]
- Médaille d'argent aux championnats d'échecs asiatiques juniors 2009 au Sri Lanka[24]
- 4e place aux championnats du monde juniors filles 2013[25]

### Compétitions avec des adultes
- Médaille de bronze aux jeux asiatiques en salle (équipe mixte) 2007 de Macao
- Médaille de bronze championnats d'échecs asiatiques par équipes 2005 (Ispahan), 2009 (Calcutta Inde) et 2014 (Tabriz)
- 9e place à l'olympiade d'échecs de 2012 (meilleur résultat pour l'équipe d'Iran)
- Médaille de bronze aux championnats du monde universitaires[26]
- Médaille de bronze aux championnats féminins d'Iran 2007 [27]
- Première place aux championnats féminins continentaux d'Asie 2015[17]
- Médaille de bronze à la Coupe d'Asie des nations 2018 à Hamedan[28]
- Première place aux internationaux de France rapides 2023[17]
- Championne de France 2023[15]